# Joseph Justus Scaliger
Joseph Justus Scaliger (Agen, 5. kolovoza 1540. – Lot-et-Garonne, 21. siječnja 1609.), francuski povjesničar.

## Životopis
Odrastao je kao deseto dijete i treći sin slavnog talijanskog znanstvenika Juliusa Caesara Scaligera. Otac ga je podučio latinskom, a na pariškom sveučilištu je ovladao grčkim, hebrejskim i arapskim jezikom.
Nakon posjete Italiji, otišao je na put po Engleskoj i Škotskoj, gdje je postao kalvinist, a poslije je sudjelovao u hugenotskim ratovima. Poslije se bavio naučnim radom u Ženevi i Leydenu, pri čemu se posebno ističe kritičkim izučavanjem i izdanjima klasičnih antičkih pisaca.
Njegova najvažnija djela su De amendatione temporum (1593.) i Thesaurus temporum (1606.) u kojima je udario temelje suvremenoj povijesnoj kronologiji, kao i uvođenju proučavanja Asiraca, Babilonaca i drugih drevnih naroda u historiografiju Starog vijeka, dotada rezerviranu isključivo za antičku Grčku i Rim. U Leydenu se također istakao žestokom polemikom protiv katoličkih jezuita.